# Río Clarillo (Maipo)
El río Clarillo es un curso natural de agua que nace de la confluencia de la quebrada Maitenes y la quebrada Maitén y fluye en la provincia de Cordillera de la Región Metropolitana de Santiago con dirección general noroeste hasta desembocar en la margen izquierda del río Maipo.

## Trayecto

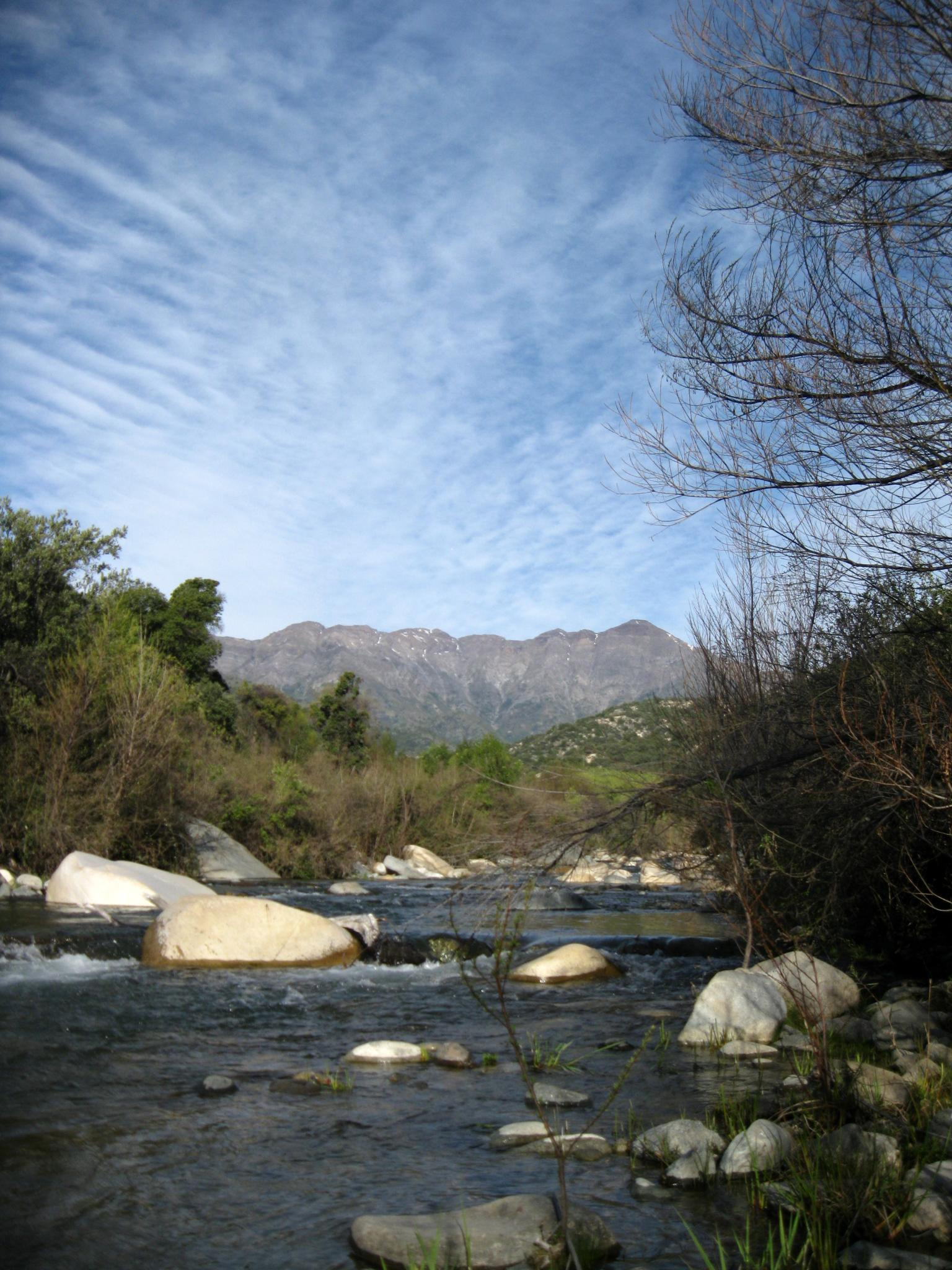
Vista del río Clarillo en la Reserva Nacional homónima, hacia la cordillera.

Nace en las últimas estribaciones oeste de la cordillera de los Andes, a unos 1100 m de altitud, de la unión de las quebradas Maitén y Cipreses y luego de un recorrido de 20 km desemboca en el río Maipo, cerca de la ciudad de Pirque. Gran parte de la cuenca hidrográfica del río se encuentra dentro de la reserva nacional Río Clarillo.

## Caudal y régimen
El río Clarillo pertenece a la subcuenca media del Maipo, que abarca desde la estación fluviométrica Maipo en El Manzano hasta la confluencia del río Mapocho. 
En Historia natural de la reserva nacional Río Clarillo: Un espacio para aprender ecología: 2–3 , los autores informan sobre su régimen:
El sistema hidrográfico que se encuentra en la Reserva está conformado por dos cuencas mayores: Cajón de los Cipreses y Cajón del Horno, cuya confluencia a los 1100 msnm origina el Río Clarillo. Tiene una extensión de 8,6 km desde su origen hasta que sale de la Reserva. Este sistema hidrográfico está constituido además por numerosos riachuelos que fluyen a través de quebradas menores. La marcada estacionalidad climática existente (Figura ...), determina a su vez amplias oscilaciones en el caudal de este río, fenómeno característico de los sistemas hidrológicos de Chile Central. En efecto, el río presenta un caudal bimodal, con crecidas durante las precipitaciones invernales (julio y agosto) y luego, por el aporte del derretimiento nival en primavera (noviembre y diciembre). En los meses de enero a mayo, los caudales son mínimos y su única fuente son napas freáticas. El caudal alcanza regímenes de hasta 4 m³/s en diciembre y 2 m³/s en mayo.

## Historia
Luis Risopatrón lo describe en su Diccionario jeográfico de Chile (1924):: 220 
Clarillo (Riachuelo) De corto curso, nace en el cordón de los cerros Papagayo y Corredores, se dirige al NW i se vacia en la margen S del curso superior del río Maipo, a corta distancia al SW de Puente Alto.

## Población, economía y ecología
Parte de la cuenca del río Clarillo es la reserva nacional Río Clarillo y el santuario de la naturaleza Torcazas de Pirque.